# Yu Weiteng
Yu Weiteng (余伟腾S, Yú WěiténgP; 15 ottobre 1966) è un ex calciatore cinese, di ruolo difensore.

## Carriera

### Nazionale
Ha esordito in nazionale il 4 aprile 1992 in una partita amichevole persa per 5-0 contro gli Stati Uniti; ha poi giocato la sua seconda ed ultima partita in nazionale il successivo 23 aprile, disputando da titolare la partita di qualificazione alla Coppa d'Asia persa per 4-0 contro Singapore.